# Sloveno-americani
Con il termine sloveno-americani (ingl. Slowene-Americans; slov. Ameriški Slovenci) si designano i cittadini degli Stati Uniti d'America di origine slovena. Il loro numero è stato stimato nel 2008 a 171.923.

## Storia
I primi sloveni a stabilirsi negli Stati Uniti furono alcuni missionari; i sacerdoti sloveni costruito alcune delle prime chiese e scuole in Michigan, Wisconsin, Minnesota, e in alcune zone del Canada. Due dei primi missionari erano Padre Anton Kappus e Padre Frederic Baraga, successivamente vescovo di  Marquette. Nel 1730 alcuni sloveni si stabilirono in piccole comunità agricole in Georgia. Ci sono stati alcuni soldati sloveni che hanno anche combattuto nella Rivoluzione americana. Molti di questi primi immigrati erano bilingui parlanti sloveno e tedesco). Fino al 1880, la comunità slovena negli Stati Uniti era molto piccola.
Tra il 1880 e la prima guerra mondiale, il numero degli immigrati sloveni aumentò notevolmente, raggiungendo circa 180.000 unità. La maggior parte di questi sono emigrati tra il 1905 e il 1913, anche se il numero esatto è impossibile da determinare, perché gli sloveni sono stati spesso classificati come austriaci, italiani, croati, e più maggiormente slavi. La maggior parte delle comunità di immigrati sloveni nacquero nelle città industriali del Midwest, specialmente in Ohio e in Pennsylvania. Due successivi periodi di maggiore immigrazione verso gli Stati Uniti sono stati gli anni che seguirono la prima guerra mondiale (1919-1923) e la seconda guerra mondiale (1949-1956). La maggior parte degli sloveni immigrati negli Stati Uniti erano di fede cattolica, ma una minoranza praticava la fede luterana).

## Demografia

### Principali comunità slovene
- Cleveland, Ohio
- Pittsburgh, Pennsylvania
- Johnstown, Pennsylvania
- Chicago, Illinois
- Joliet, Illinois
- Milwaukee, Wisconsin
- Eveleth, Minnesota

### Popolazione stimata
Il censimento del 1910 ha riportato 183.431 persone di lingua madre slovena, 123.631 "nati all'estero" e 59.800 nati in America. Questi numeri sono chiaramente una sottostima della popolazione attuale slovena in quanto discendenti da coloni che spesso non sapevano più parlare lo sloveno o anche di discendere dagli sloveni. Nel censimento del 2000, 176.691 americani hanno dichiarato che essi erano di origine slovena (di questi, 738 hanno conseguito il dottorato di ricerca). Alcuni sloveni provenienti dall'Impero austro-ungarico sono identificati come austriaci . Molti altri sono stati registrati come slavi. Il vero numero di americani di origine slovena è probabilmente tra i 200.000 e 300.000; se vengono contate anche le persone che sono per un quarto o per un ottavo sloveni, il numero potrebbe salire a 500.000 unità.

## Scuole slovene negli Stati Uniti d'America
- St. Vitus Child Slovenian Language School, Cleveland[6]
- St. Mary Slovenian Language School, Cleveland[7]
- Slomšek Slovenian School, Lemont[8]